# دریپینگ اسپرینگز (تگزاس)
دریپینگ اسپرینگز، تگزاس(به انگلیسی: Dripping Springs, Texas) شهری در ایالت تگزاس از ایالات جنوبی ایالات متحده آمریکا است. در سرشماری سال ۲۰۰۰، جمعیت این شهر ۱۵۴۸ نفر اعلام شد.